# 廣甲艦
廣甲是中國清朝广东水师在1885年向福州船政訂購的一艘巡洋艦，由马尾造船厂所建，造價為22万兩白銀。廣甲屬穹甲巡洋艦（铁胁木壳），排水量1296噸，航速達14.2節，同級戰艦只有一艘，管帶為吴敬荣。在1894年爆發的中日甲午戰爭中，廣甲參加了黃海海戰。海戰中与濟遠艦同组，尾随后者逃离战场，当日夜半在大连湾口的三山岛触礁搁浅，因无法抢救而被迫弃船自毁。事後管帶吴敬荣被革职查办。

## 規格
廣甲艦排水量1,296噸，長67.36米，吃水最深4.67米。動力為两座鍋爐，一部蒸汽機，单軸推進，1600匹馬力，航速14.2節。
武器裝備為1門150mm(6 in)火炮，4門120mm (4.7 in) 副炮，6門37 mm速射炮。
甲午海战时為3門150mm克虏伯火炮；4門105mm克虏伯副炮；4門57mm單管速射炮。

## 註譯
1. ↑  甲午海战前，为了提升广字舰（广甲，广乙，广丙）的火力，特意将江南制造局新出厂的新型105mm速射炮替换原有副炮，以缩小与日本舰队的火力差距。当时江南制造总局一共制造出24门该类火炮，其中12门给了北洋舰队，全部用于三艘广字舰的改装。

## 外部連結
- 廣甲本艦説明。
- ２７．１１．１６ 佐世保鎮守府武庫 広乙号より捕獲品軍艦浪速より送付の・・・レファレンスコードC06060110900 （アジア歴史資料センター）